# Maikammer
Maikammer là một đô thị thuộc huyện Südliche Weinstraße, bang Rheinland-Pfalz, Đức. Đô thị này có diện tích 1368 km², dân số thời điểm 31 tháng 12 năm 2006 là 4081 người. Đô thị Mainkammer tọa lạc bên German Wine Route, khoảng 5 km về phía nam của Neustadt an der Weinstraße.
Maikammer là thủ phủ của Verbandsgemeinde ("cộng đồng đô thị") Maikammer.

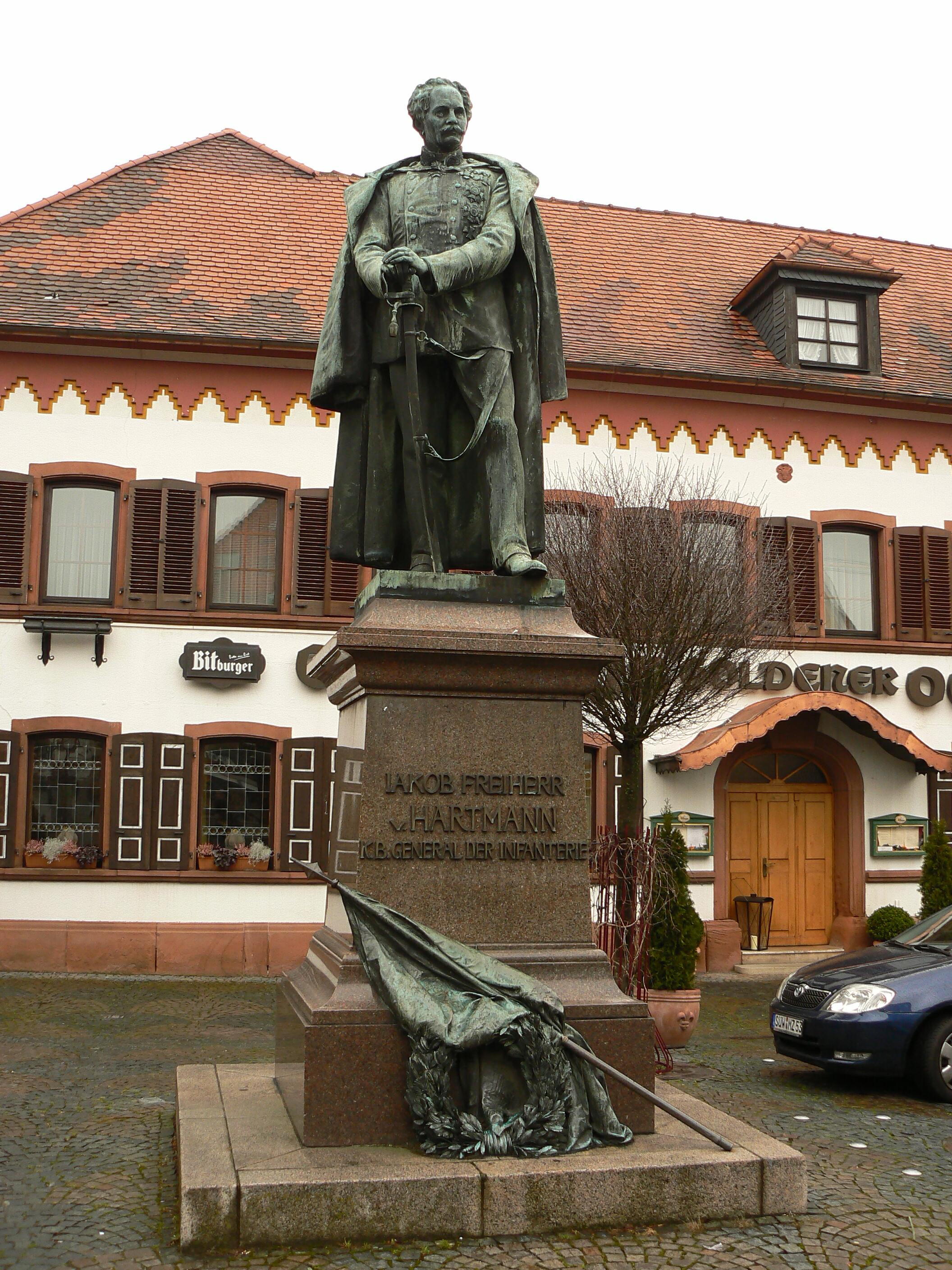
General Jakob von Hartmann

## Các cách viết tên khác nhau
Thị trấn Maikammer có các cách viết sau đây: Meinkeimere (1315), Meinkemer (1329), Menkemer (1335), Menkemere (1345), Meinkemeren (1346), Meinkemer (1348), Meinkeymer (1350, 1366), Meinkeimer (1370), Meinkemer (1391, 1419), Meynkeimere (1437), Meynkamere (1464), Meinkheimer (1468), Meyekeymere (1500), Mainkeimer (1542), Meynkammer (1560), Maycammer (1650), và since 1800 Maikammer.

## Cư dân nổi tiếng
- General Jakob Freiherr von Hartmann (1797 - 1873)
- Franz Ullrich (1830 - 1891)